# NGC 6111
NGC 6111 је елиптична галаксија у сазвежђу Змај која се налази на NGC листи објеката дубоког неба.
Деклинација објекта је + 63° 15' 41" а ректасцензија 16h 14m 22,7s. Привидна величина (магнитуда) објекта NGC 6111 износи 14,2 а фотографска магнитуда 15,2. NGC 6111 је још познат и под ознакама MCG 11-20-7, CGCG 320-14, PGC 57579.